# (27748) Vivianhoette
(27748) Vivianhoette es un asteroide perteneciente al cinturón de asteroides, descubierto el 9 de enero de 1991 por Shun-ei Izumikawa, y el también astrónomo Osamu Muramatsu desde el Yatsugatake-Kobuchizawa Observatory, Japón.

## Designación y nombre
Designado provisionalmente como 1991 AL. Fue nombrado por Vivian Hoette, quien es educadora del Observatorio Yerkes, imparte talleres de astronomía en el Medio Oeste de los Estados Unidos. También contribuye a nivel internacional mediante un espectáculo en vivo entre Yerkes y el Museo de Ciencias de Tokio, donde una audiencia vespertina en este último puede ver el cielo nocturno de Yerkes.

## Características orbitales
Vivianhoette está situado a una distancia media del Sol de 2,436 ua, pudiendo alejarse hasta 2,898 ua y acercarse hasta 1,973 ua. Su excentricidad es 0,190 y la inclinación orbital 5,532 grados. Emplea 1388,31 días en completar una órbita alrededor del Sol.

## Características físicas
La magnitud absoluta de Vivianhoette es 13,84. Tiene 4,452 km de diámetro y su albedo se estima en 0,312.